# Alec Butler
Alec Butler (né en 1959) est un dramaturge et cinéaste canadien. Né femme, il s'identifiait lesbienne butch avant d'entamer sa réassignation de genre en 1999, et d'être actuellement identifié comme homme trans Two-Spirit. Avant sa réassignation de genre, ses travaux étaient publiés sous le nom d'Audrey Butler.
Il a été nommé pour le prix du Gouverneur général pour le théâtre de langue anglaise en 1990 pour son rôle dans Black Friday. Il a aussi travaillé sur un projet artistique avec The 519 Church St. Community Centre. Il a été nommé comme l'un des Toronto's Vital People par la Toronto Community Foundation en 2006.
Il est issu du peuple Métis des Mi'kmaq.

## Rôles
- Shakedown
- Cradle Pin
- Radical Perversions: 2 Dyke Plays (1990)
- Black Friday (1990)
- Claposis (1990)
- Hardcore Memories (1993)
- Medusa Rising (1996)
- Trans Cab (2005)

Livres :
« Radical Perversions: two Dyke Plays by Audrey Butler » publié par Women's Press en 1991 ; et une nouvelle appelée « Rough Paradise » publiée le 31 mai 2014 par Quattro Books

## Films
- Trans Mission: Get Yer Motor Runnin' – One-man show at A-Space, Toronto, 2003.
- Misadventures of PussyBoy: First Love / Sick / First Period – Screened at many queer film and video festivals, First Love won the Charles Street Award for emerging video and film makers in 2002 at the InsideOut Festival.
- Audrey's Beard – Named one of the top ten films about transitioning by Curve magazine.
- 5 Seconds of Fame – Commissioned by Toronto's Pride Committee for Pride Toronto, 2007.
- My Friend, Brindley – Works in progress; experimental doc about human rights activist and painter, Kathleen Brindley.
- Darla's Goodbye – Short film based on a short story of the same name published in Red Light: Superheroes, Saints and Sluts.
- Trans Cabaret: The Video